# Беба Поповић
Владимир Поповић (Светозарево, 3. октобар 1958) је оснивач и директор Института за јавну политику и некадашњи шеф Бироа за комуникације у Влади Зорана Ђинђића.

## Биографија
Владимир Поповић је рођен 1958. године у Светозареву, у породици црногорских досељеника, пореклом из племена Цуце. Дипломирао је на Економском факултету у Београду. Учествовао је у организацији повратка престолонаследника Александра Карађорђевића у Србију 1991. године, где је сарађивао са Вуком Драшковићем и Војиславом Коштуницом. Непосредно након демонстрација у Београду 1991. упознао је Зорана Ђинђића и од тада почиње њихова дугогодишња сарадња и пријатељство. Поповић је био директор маркетиншких агенција Ogilvy & Mather и Спектра, које су радиле готово све кампање Демократске странке и њених коалиција. Са агенцијом Спектра учествовао је у првој професионално урађеној политичкој кампањи у Србији, названој „Поштено”, заједно са многим истакнутим личностима попут Милана Бека, Небојше Ђукелића, Срђана Шапера, као и Александра Тијанића, с којим ће касније имати бројне медијске и судске обрачуне.
Након петог октобра 2000. постаје секретар Бироа за комуникације у Влади Зорана Ђинђића и председник Антикорупционашког одбора Демократске опозиције Србије (ДОС), задуженог за откривање афера режима Слободана Милошевића. 2002. године дошао је у сукоб са америчким амбасадором Вилијамом Монтгомеријем, који га је оптужио за медијске нападе на главног и одговорног уредника телевизије Б92 Верана Матића. Након убиства Зорана Ђинђића био је један од инцијатора полицијске акције „Сабља”, са циљем проналажења и хапшења лица која су учествовала у атентату, али и других лица повезаних са организованим криминалом. У дугометражном интервјуу у емисији Инсајдер 2005. године изнео је своја сазнања о дешавањима пре и после петог октобра, као и о умешаности Служби државне и војне безбедности у убиство Зорана Ђинђића, а Војислава Коштуницу је означио као политички кишобран атентата.
Касније је постао власник фирме за консалтинг и лобинг са седиштем у Бечу и Лондону, а 2007. године је на стручном усавршавању у Уједињеном Краљевству где похађа специјалистичке курсеве из области медија, економије и политике. Аутор је публикације „Жељко Цвијановић - новинар у цивилу” објављене 2007. године у издању Комитета правника за људска права. На председничким изборима 2008. године јавно је подржао свог кума и некадашњег блиског Ђинђићевог сарадника Чедомира Јовановића. Регионалну организацију Институт за јавну политику оснива 2013. године са канцеларијама у Београду, Подгорици и Љубљани. У медијима је перципиран као неформални саветник Мила Ђукановића и Александра Вучића, што је потоњи демантовао.